# Raphaël Lépine
Pour les articles homonymes, voir Lépine.
Jacques Raphaël Lépine, né le 6 juillet 1840 à  Lyon, mort le 17 novembre 1919, est un  médecin français.

## Formation
En 1860, il entre comme interne des hôpitaux de Lyon, puis part à Paris en 1865 pour effectuer son internat. Il compte alors parmi les étudiants de Jean-Martin Charcot à la Salpêtrière. Par la suite, il poursuit son cursus universitaire au sein des universités de Berlin (1867) et de Leipzig (1869). Au sein du laboratoire de Carl Ludwig à Leipzig, il accomplit d'importantes recherches sur les nerfs vasomoteurs de la langue.

## Carrière
En 1870, il obtient son doctorat de médecine à Paris pour sa thèse intitulée De l'hémiplégie pneumonique. Ce titre lui ouvre les portes d'une riche carrière professionnelle, devenant chef de clinique en 1872 puis médecin des hôpitaux en 1874. Agrégé de la Faculté de médecine de Paris en 1875, il enseigne à partir de 1877 la médecine clinique à la Faculté de médecine de Lyon, nouvellement ouverte en 1874. Il exerce à l'hôpital de l'Hôtel-Dieu. Après son décès, une salle de l'Hôtel-Dieu portera son nom.

## Postérité

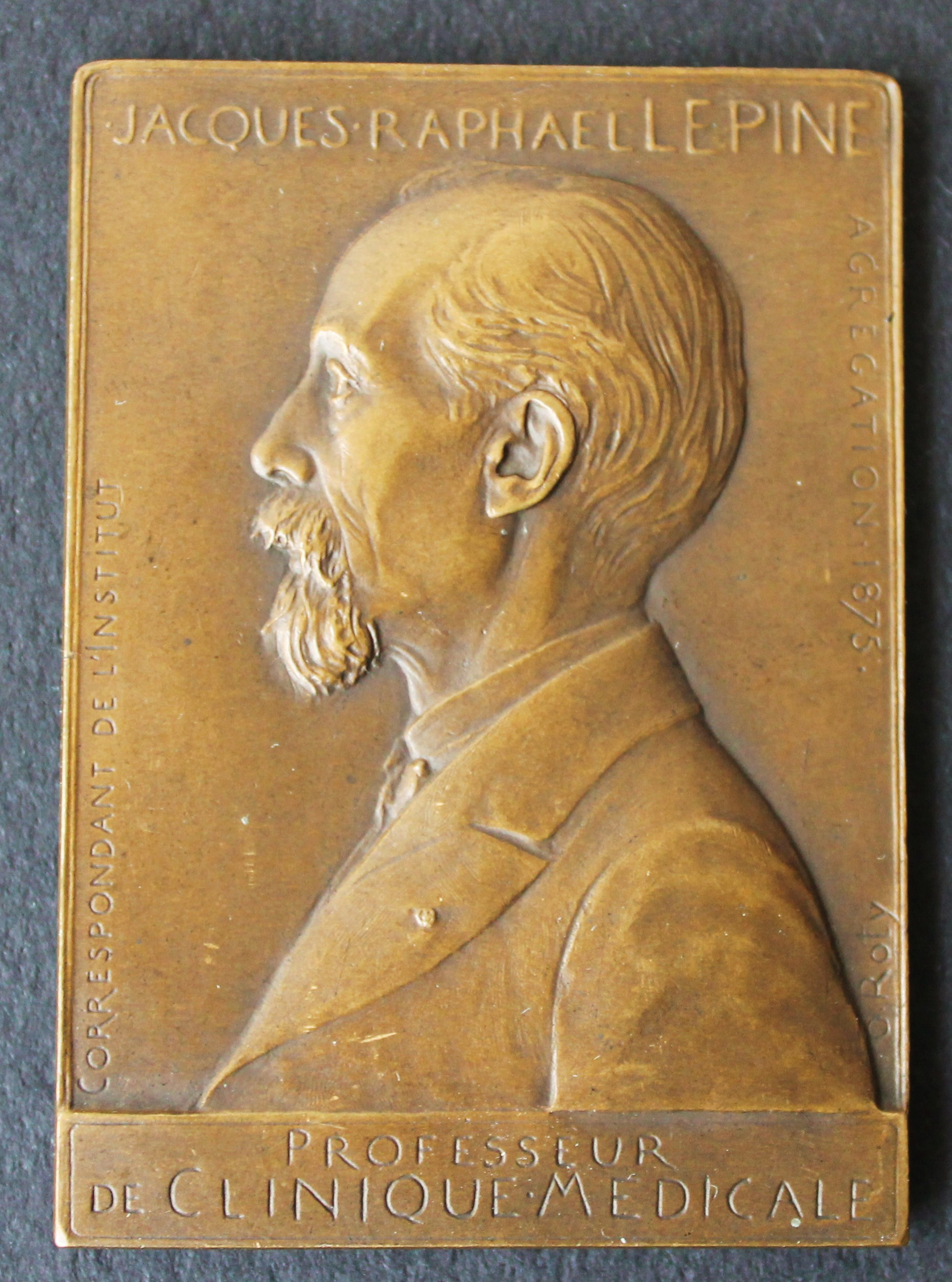
Jacques Raphaël Lépine, par Oscar Roty.

Raphaël Lépine est connu pour ses travaux en physiologie notamment en médecine expérimentale, dont d'importantes recherches sur la glycolyse et sur la physiopathologie du diabète. En particulier, il est le premier à définir le pancréas comme étant une véritable glande endocrine, poursuivant par là les travaux de Claude Bernard.
Il est également connu en tant que frère de Louis Lépine, préfet de police de la Seine durant les périodes 1893-1897 puis 1899-1913 et créateur du concours Lépine.
Il est le père du Pr Jean Lépine, titulaire de la chaire de clinique des maladies nerveuses et mentales, doyen de la faculté de médecine de Lyon de 1920 à 1944. Ce dernier poursuivra d'ailleurs pendant quelques années un certain nombre de travaux de recherches de son père, dans le laboratoire de ce dernier à la faculté de médecine.